# Dipriocampe bouceki
Dipriocampe bouceki is een vliesvleugelig insect uit de familie Tetracampidae. De wetenschappelijke naam is voor het eerst geldig gepubliceerd in 2005 door Gumovsky & Perkovsky.